# Veronica, i gaspi e Monsignore
Veronica, i gaspi e Monsignore è un libro pubblicato per la prima volta nel 1953 scritto da Marcello Barlocco.

## Caratteristiche e contenuto
Si tratta di un romanzo breve con spunti evidentemente autobiografici, il cui protagonista e voce narrante è un farmacista che svolge la sua attività in un borgo di campagna, apparentemente pacifico fino all'arrivo una certa signora Elsa dall'Australia, una ricca imprenditrice nel commercio delle pelli. Il filo rosso che lega tutti i personaggi, più o meno consapevoli, è la normalità impossibilitata ad arginare la follia. I personaggi sono presi tutti da manie, a volte riprovevoli, assurde o alquanto bizzarre, facendo sì che talvolta si sfoci nel surreale, tra lo stato onirico e l'allucinatorio. Il veterinario, allorché si trova ad affrontare un intervento chirurgico su un qualche animale, onde non lasciarsi prendere dalla compassione e poterlo effettuare correttamente, ha bisogno di portarsi con sé una vipera in modo che vi sia la possibilità che possa morderlo o comunque istigarlo alla cattiveria. Il professor Boris, già analista del farmacista, suo nume tutelare, rappresenta la risposta ai dubbi e ai problemi esistenziali del protagonista, fino a quando una lettera, mandata dall'assistente di Boris, non gli fa implicitamente comprendere che anche l'analista ha perso la ragione. Il protagonista, che mostra un carattere debole, è preda di accessi che lo mettono in luce in una doppia personalità da dottor Jekill e mister Hyde. La signora Elsa, una donna in carriera, lesbica e amante di Rossana, che ha fatto fortuna in Australia con il commercio delle pelli, sarà la femme fatale per il protagonista, che in ultimo eseguirà le sue volontà, come sotto dettatura, sposandola.
Il titolo del libro è fornito nell'ultimo capitolo allorché il protagonista, in uno dei suoi stati allucinatori, dà il nome a una serie di figure surreali: una gallina che lui chiama Veronica, un grosso rospo che gli ricorda un certo Monsignor Nicola e i figli nati dal loro accoppiamento, ovvero i gaspi (una via di mezzo tra rospi e galline).
Per queste caratteristiche narrative, che sfociano sovente nell'allucinatorio e nell'assurdo, Marcello Barlocco è stato a volte accostato a Franz Kafka e a Edgar Allan Poe.